# Oh Jae-moo
Đây là một tên người Triều Tiên, họ là Oh.
Oh Jae-moo (sinh ngày 11 tháng 11 năm 1998) là một nam diễn viên Hàn Quốc.

## Điện ảnh

### Phim truyền hình
| Năm  | Tên phim                        | Vai                   | Kênh                   |
| ---- | ------------------------------- | --------------------- | ---------------------- |
| 2010 | Vua bánh mì                     | Kim Tak-gu lúc nhỏ    | KBS2                   |
| 2011 | Believe in Love                 | Kwon Doo-hyun         | KBS2                   |
| 2011 | Six-fingered Boy                |                       | EBS                    |
| 2011 | Tiệm rau của anh chàng độc thân | Han Tae-yang lúc nhỏ  | Channel A              |
| 2012 | Full House Take 2               | thiếu niên Lee Tae-ik | SBS Plus/TBS Channel 2 |
| 2012 | Faith                           | Yi Seong-gye          | SBS                    |
| 2012 | Cheer Up, Mr. Kim!              | Go Joo-sung           | KBS1                   |
| 2013 | The Firstborn                   | Lee In-ho lúc nhỏ     | jTBC                   |
| 2013 | Golden Rainbow                  | Seo Do-young lúc nhỏ  | MBC                    |

### Phim
| Năm  | Tựa phim      | Vai trò              |
| ---- | ------------- | -------------------- |
| 2011 | Pitch High    | Yoon Dong-chul       |
| 2012 | A Company Man | Ji Hyeong-do lúc nhỏ |
| 2013 | Red Family    | Chang-soo            |

## Giải thưởng và đề cử
| Năm  | Giải thưởng                             | Thể loại               | Đề cử              | Kết quả   |
| ---- | --------------------------------------- | ---------------------- | ------------------ | --------- |
| 2010 | Korean Culture and Entertainment Awards | Diễn viên nhí xuất sắc | Vua bánh mì        | Đoạt giải |
| 2010 | KBS Drama Awards                        | Diễn viên trẻ xuất sắc | Vua bánh mì        | Đoạt giải |
| 2011 | KBS Drama Awards                        | Diễn viên trẻ xuất sắc | Believe in Love    | Đề cử     |
| 2012 | KBS Drama Awards                        | Diễn viên trẻ xuất sắc | Cheer Up, Mr. Kim! | Đề cử     |